# Trelleborgs sockerbruk

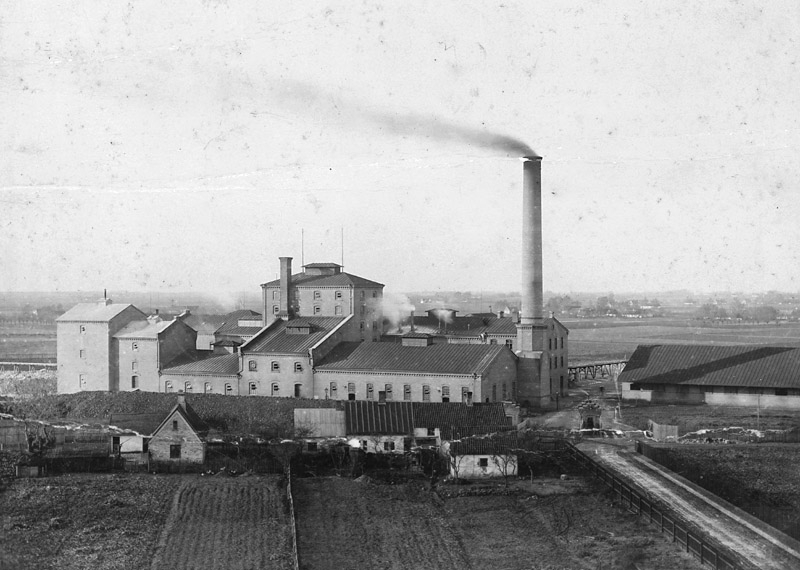
Trelleborgs sockerbruk från söder, cirka 1899.

Trelleborgs sockerbruk var ett sockerbruk i Trelleborg, beläget i Kattebäckshejdan som utgör södra delen av det kvarter som begränsas av Svenstorpsgatan, Västra Vallgatan och Bryggaregatan. Sockerbruket var med ett industrispår förbundet med Trelleborgs Övre järnvägsstation. Vatten till bruket hämtades från några sjöar vid Åmossen, cirka 7 kilometer väster om fabriken.
Trelleborgs Sockerfabriksaktiebolag grundades den 27 juni 1887. Aktiekapitalet var ursprungligen 400 000:- och ökades senare till 700 000:- och slutligen år 1901 till 1,4 miljoner. Den första styrelsen utgjordes av C.C.H. Uggla Lund, konsul Carl Smith Trelleborg, ingenjör Gustaf Ekman Göteborg, grosshandlare G. Årnell Trelleborg och lantbrukare Lars Hansson Trelleborg. 
År 1907 uppgick sockerbruket i Svenska Sockerfabriks AB.
Den första betkampanjen skedde år 1888/89 och den sista betkampanjen år 1954/1955.
År 1915/16 var antalet anställda arbetare 306 under betkampanjen (50 dygn), 122 under efterkampanjen (18 dygn) och 75 under mellankampanjen.

## Vågstationer
År 1922 hade fabriken vågar vid följande järnvägsstationer: Skegrie, Skytts-Tomarp, Gislöv, Simlinge Skytts-Vemmerlöv, Slågarp, Fjärdingslöv.

## Historia
Maskinerna kom huvudsakligen från F. Hallström Niemburg, Sudenburger Maschinenfabrik Magdeburg samt Kockums Mekaniska Verkstad. År 1908 hade sockerbruket 11 ångpannor, 16 diffusörer och 17 centrifuger. Sockerbruket elektrifierades år 1930 med elektricitet från en ångturbindriven generator varvid 22 ångmaskiner utbyttes mot 82 elektriska motorer. Antalet diffusörer hade år 1921 utökats från 16 till 18, och år 1937 till 22. Samtliga med 8 kubikmeters volym.
| Åren            | Avverkade betor ton | Betkampanjens längd dagar | Avverkade betor per dygn | Betornas sockerhalt |
| --------------- | ------------------- | ------------------------- | ------------------------ | ------------------- |
| 1890/91-1892/93 | 29 708              | 139                       | 214                      |                     |
| 1896/97-1898/99 | 38 378              | 73                        | 526                      | 13,75 %             |
| 1908/09-1910/11 | 63 561              | 67                        | 949                      | 17,03 %             |
| 1944/45-1948/49 | 108 674             | 58                        | 1874                     | 17,24 %             |